# 大阪南港トラックターミナル
大阪南港トラックターミナル（おおさかなんこうトラックターミナル）とは大阪府大阪市住之江区にあるトラックターミナルである。
大阪港トランスポートシステムが管理運営している。

## 所在地
- 大阪府大阪市住之江区南港東四丁目10番108号

## 沿革
- 1976年（昭和51年）10月4日 開業

## 施設
- 敷地面積 79,142.15平方メートル
- バース数 164バース
- 佐川急便住之江営業所
- セイノースーパーエクスプレス南港営業所

### 付帯施設
- 188室の仮眠室
- 食堂
- 理容室
- コンビニエンスストア